# 植田惣五郎
植田 惣五郎（うえだ そうごろう、1855年9月12日（安政2年8月2日） - 没年不明）は、日本の篤農家、実業家。植田合名会社代表社員。族籍は山口県平民。

## 経歴
長門国彦島（現・山口県下関市）出身。植田惣三郎の長男。1874年、家督を相続した。三菱を背景として弟子待及び江ノ浦一帯の海岸を埋築して貯炭場を作り、あるいは数10隻に余る帆船を造り、ほとんど全国にまたがり海運業を営み、日清、日露戦役から欧州大戦にかけてにわかに家運膨張し、一躍巨万の富をなした。

## 人物
三菱の引立てがあったといえども惣五郎の手腕と英断がなければ成功は成し遂げられなかった。蓄財の反面子弟の教養に意を注ぎ、末子2人は帝大を卒業して三菱社員となった。
また1934年に刊行された『山口県史 下巻』には「剛腹果敢の人材で終始海運界に雄飛し78歳の長寿を保ち尚矍鑠として壮者を凌ぐの元気を保有」という記述がある。
住所は山口県下関市彦島町。

## 家族・親族
植田家
- 父・惣三郎[6]
- 母・ハマ（1831年 - ?、山口、藤田権左衛門の長女）[1][7]
- 妻・ハツ（1856年 - ?、山口、中村庄五郎の長女）[6]
- 男・松蔵[6][11]（1876年 - ?、植田合名会社代表） - 1921年に家督を相続する[11]。
  - 同妻・タカ（1874年 - ?、山口、藤田萬吉の長女）[6][7]
  - 同三女・梅子（1912年 - ?）[6]
- 二男・末蔵（1881年 - ?、彦島町長） - 江ノ浦に一家を設立する[10]。
  - 同妻・ムメ（1882年 - ?、福岡、永野由次郎の妹）[1][7]
- 男・惣右衛門（1892年[6] - 1929年[3]） - 1918年に東京帝国大学法科大学法律学科を卒業する[12]。1929年に逝去[3]。
- 男・虎吉（1894年 - ?、石景山製鉄鉱業所理事長）[11] - 1919年に東京帝国大学政治科を卒業する[11]。三菱製鐡に勤務[3][11]。
- 長女・ヤス（1873年 - ?、山口、植田金蔵の長男・平吉の妻）[1][7]
- 二女・ミツ（1879年 - ?、山口、河野久左衛門の養嗣子・三吉の妻）[1][7]
- 三女・トナ（1884年 - ?、山口、升田音松の養子・貞吉の妻）[1][7]
- 五女・トメ（1897年 - ?、山口、植田謹治の妻）[7]
- 孫[7]